# Andrea Mazzarella
Andrea Mazzarella o Mazzarelli (Cerreto Sannita, 21 dicembre 1764 – Cerreto Sannita, 26 settembre 1823) è stato un poeta, avvocato e patriota italiano.

## Biografia
Svolse i suoi studi letterari prima presso il Seminario Diocesano di Cerreto Sannita e poi all'Università a Napoli. Suo professore di legge fu Nicola Valletta che il Mazzarella elogiò in un suo sonetto per avergli fatto apprendere ciò che il diritto "involve e asconde". 

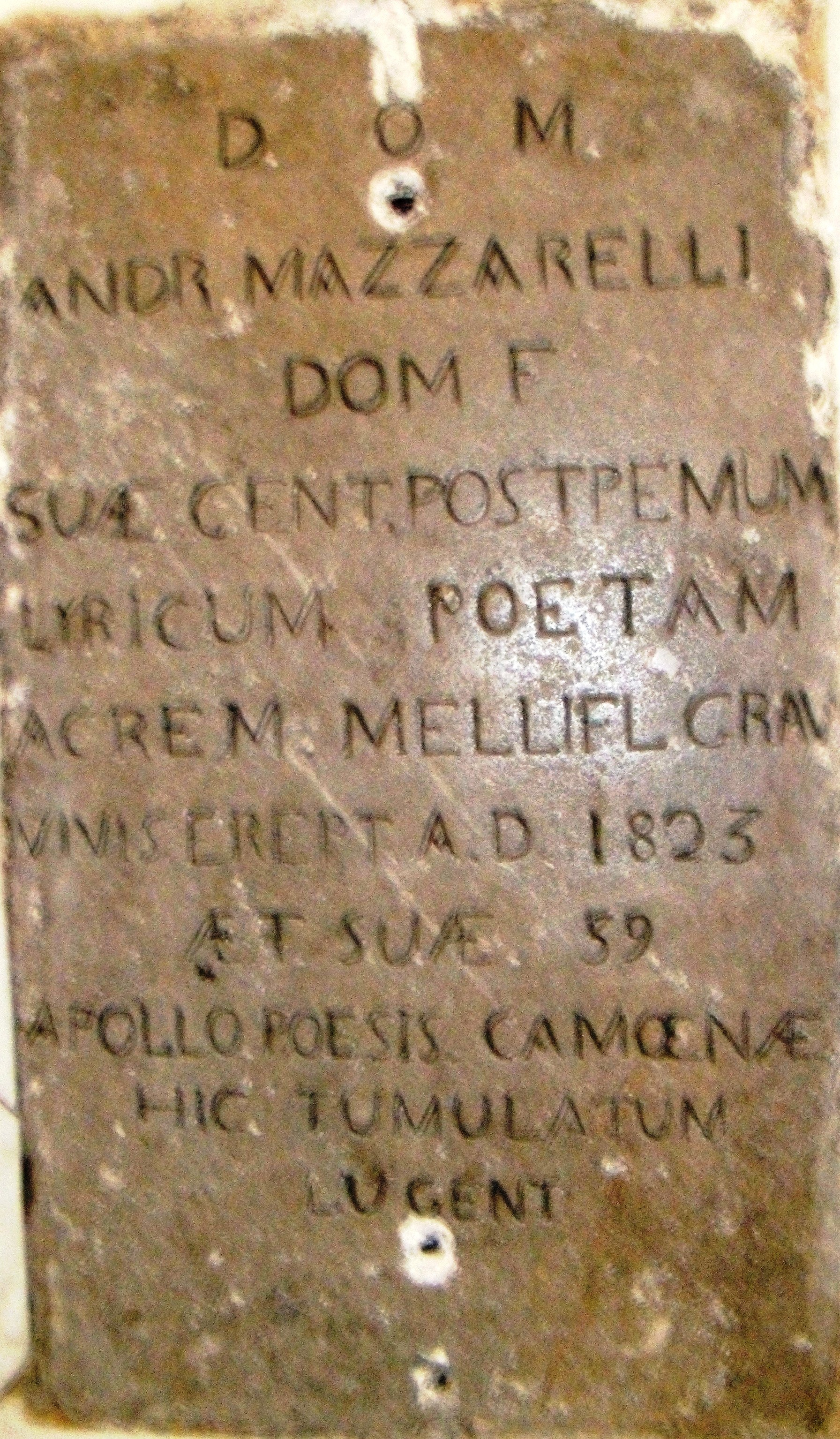
La tomba di Andrea Mazzarella nella Collegiata di San Martino in Cerreto Sannita.

Controvoglia, per seguire la volontà paterna, iniziò ad esercitare la professione forense. 
Nel 1793 fu inquisito come "esaltato giacobino" e dovette scontare diciotto mesi nel carcere di Castel Sant'Elmo. Partecipò attivamente alle vicende della Repubblica Partenopea per poi emigrare in Francia dove a Marsiglia, assieme ad altri patrioti esuli, fondò la Scuola di eloquenza toscana. 
A seguito della pace di Firenze tornò in Italia fermandosi a Torino, Milano, Genova, Firenze e Napoli conoscendo, fra gli altri, Ugo Foscolo e Vincenzo Cuoco. Nel settembre del 1802 giunse alla sua città natia dove nel 1808 sostituì il padre Domenico Antonio nell'ufficio di giudice di pace.
In questo periodo si cimentò maggiormente nella scrittura e le sue opere ottennero il plauso dell'Accademia Pontaniana. Il Mazzarella scrisse per di più poesie e novelle anche in latino e francese. Diversi suoi scritti furono pubblicati postumi da Nicola Ungaro (1833) e Vincenzo Mazzacane (1910) mentre altri andarono dispersi. 
Nel 1822 a Cerreto Sannita fondò una Scuola di filosofia ed eloquenza latina ed italiana. 
Venne trovato morto nella sua villa in campagna (poi Villa Langer) nel 1823.

## Opere
Di seguito viene riportato un elenco parziale degli scritti di Andrea Mazzarella:
- Inno italico (1815);
- Prospetto ragionato delle bellezze della storia universale (1819);
- Canzone a T.J. Mathias (1819);
- Storie tradotte dal francese (1818-19);
- Poema sulla volgare poesia in versi sciolti dedicati a Francesco Ruffo di Tropea;
- Poemetto in ottava rima contro i poeti contemporanei napoletani.

## Curiosità
Ad Andrea Mazzarella è intitolato l'Istituto Comprensivo di Cerreto Sannita ed una strada del paese.